# Náměstí hrdinů (Miskolc)

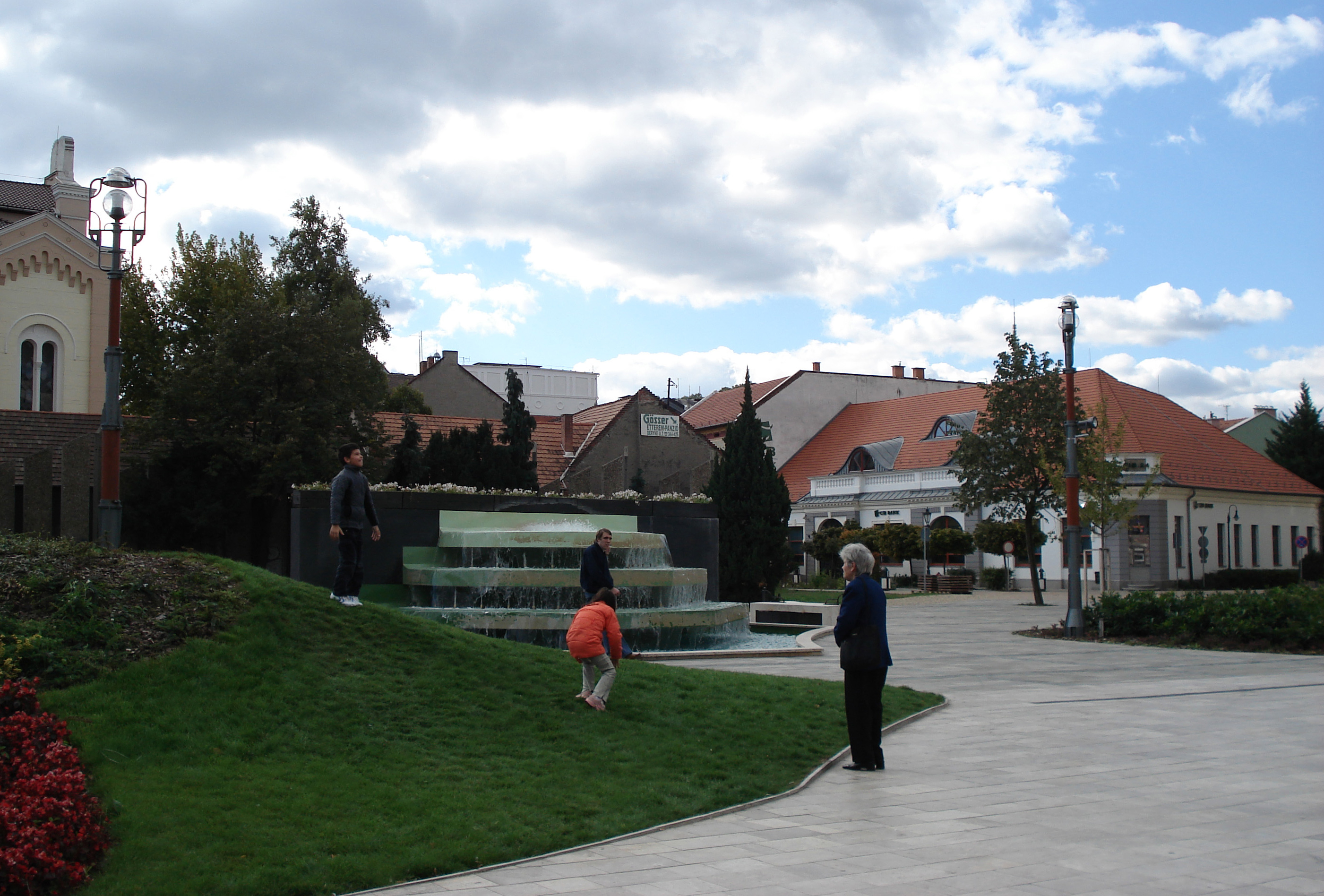
Současná podoba náměstí.

Náměstí hrdinů (maďarsky Hősök tere) v Miskolci se nachází v severní části středu města. Přesněji je umístěno v prostoru mezi synagogou a Gymnáziem Ference Földese a kostelem minoritů, sousedí s Gymnáziem Berzeviczyho Gergelyho a budovou Maďarské státní banky na západě a Poštovním palácem na východě.
Čtyřúhelníkové náměstí jen nápadné především díky památníku událostí roku 1956 a fontáně. Současná podoba náměstí byla dokončena v roce 2003, veřejná soutěž na ni byla vypsána o deset let dříve.
Na náměstí se nachází zastávka městských autobusových linek.